# Zerzavatçı, Beykoz
Zerzavatçı là một xã thuộc huyện Beykoz, tỉnh Istanbul, Thổ Nhĩ Kỳ. Dân số thời điểm năm 2010 là 831 người.